# Haplinis subtilis
Haplinis subtilis là một loài nhện trong họ Linyphiidae.
Loài này thuộc chi Haplinis. Haplinis subtilis được A. David Blest & Cor J. Vink miêu tả năm 2002.